# Love Etc.
«Love Etc.» — песня британской поп-группы Pet Shop Boys. Она вышла синглом 20 марта 2009 года в Германии, 23 марта в Англии и 21 апреля в США. Сингл достиг 14-го места в британском чарте, 12-го в Германии и первого в американском танцевальном чарте.
Композиция была написана и записана совместно с проектом Xenomania. Музыкальный клип на композицию был снят голландским аниматором Ханом Хоогербрюгге (en:Han Hoogerbrugge), и представляет собой стилизацию под платформенные компьютерные игры Sonic the Hedgehog (16-бит) и Pac-Man.
Один из бисайдов к синглу — песня «We’re All Criminals Now» — посвящена убийству случайного прохожего, которого полицейские заподозрили в подготовке терактов в лондонском метро в 2005 году.

## Список композиций

### CD 1
1. «Love Etc.» (3:32)
2. «Gin And Jag» (4:29)

### CD 2
1. «Love Etc.» (3:32)
2. «Love Etc.» (Pet Shop Boys Sex Mix) (6:20)
3. «Love Etc.» (Gui Boratto Mix) (8:05)
4. «Love Etc.» (Kurd Maverick Remix) (5:59)
5. «Love Etc.» (Frankmusik Star & Garter Dub) (3:21)
6. «Love Etc.» (Kurd Maverick Dub) (5:59)

### Digital Bundle 1
1. «Love Etc.» (3:32)
2. «We’re All Criminals Now» (3:55)
3. «Vulnerable» (4:47)
4. «Did You See Me Coming?» (3:40)

### Digital Bundle 2
1. «Love Etc.» (Pet Shop Boys Mix) (6:20)
2. «Love Etc.» (Gui Boratto Mix) (8:05)
3. «Love Etc.» (Kurd Maverick Remix) (5:59)
4. «Love Etc.» (Frankmusik Star & Garter Dub) (3:21)

## Высшие позиции в чартах
| Страна                                    | Высшая позиция |
| ----------------------------------------- | -------------- |
| Германия                                  | 12             |
| Израиль                                   | 13             |
| Великобритания                            | 14             |
| Япония                                    | 15             |
| Швейцария                                 | 19             |
| Австрия                                   | 21             |
| Ирландия                                  | 31             |
| Швеция                                    | 60             |
| Нидерланды                                | 76             |
| США (чарт Bubbling Under Hot 100 Singles) | 21             |
| США (чарт Hot Singles Sales)              | 2              |
| США (чарт Hot Dance Club Play)            | 1              |
| European Hot 100                          | 25             |
| Global Dance Tracks Chart                 | 36             |